# 台湾独立運動
2020年6月の世論調査
台湾独立運動（たいわんどくりつうんどう、繁体字：臺灣獨立運動、台湾語：Tâi-oân to̍k-li̍p ūn-tōng）とは、過去には大日本帝国からの台湾の独立を意味し、現代では中華民国を否定して台湾に台湾人が主権を有する独立国家（台湾共和国）の建設を目指した政治運動。略称は台独（台獨、Tâi-to̍k）。ただし、1945年の中華民国による台湾統治を境として、運動の性質は変化している。なお中華人民共和国台湾省からの独立ではない。中華民国では左翼(革新)に分類されており提案者は台湾団結連盟、台湾基進、社会民主党 (台湾)、台湾緑党などの左翼・リベラルを標榜する政党が多い。

## 運動の区分
かつての意味の台湾独立とは、日清戦争後の日本による台湾出兵（牡丹社事件に関する台湾出兵とは別）にまでさかのぼる。しかし、この時に宣言された「台湾民主国独立宣言」（後述）は、真に台湾を独立させることを意図したというよりは、台湾を日本へ渡さないための清朝側の工作という側面が強かった。
日本統治時代の台湾独立運動にも、大きな盛り上がりは見られず、大日本帝国の一植民地としての自治権強化の運動や、大日本帝国憲法を台湾にも施行して日本内地の住民並に参政権を獲得する運動などが主流となった（参政権は属地主義だったので、戦前は日本内地在住の台湾人にのみ選挙・被選挙権があった）。
1945年の日本敗戦後も台湾独立運動は起こらず、中華民国への「祖国復帰」を多くの台湾人が大きな抵抗もなく受け入れたが、実際に中華民国による統治が始まると、台湾人の多くは腐敗した国民政府に失望し、台湾人と「中国人」の違いを次第に自覚するようになった。戦後の台湾独立運動は複数の意味を持ち、中華民国体制を否定する意味と、大陸の中華人民共和国による支配も認めない意味の2種類がある。
「中華民国の国民」ではなく「台湾国民」として生きるための運動として展開されている。
国民党時代に中華民国体制を否定しない現状の独立状態の存続、中国統一のみを否定する思想も出てきた。
現在の台湾独立派の最も有力な理論は2つあり、「台湾は日本が敗戦によって台湾を放棄した時点で国際法上の独立を果たしており（中華民国が台湾を領有するという国際条約は存在しない）、戦後の台湾には台湾共和国と亡命中華民国が並存しているとしている」という見解と、「既に台湾は独立国家であり中華民国である」というものである。そして、その上で中華民国の政治体制を変革することを目標としている。この運動は、泛緑連盟によって支持されているが、一方で中華民国による中国統一を志す泛藍連盟による強い反発を受けている。
台湾政府が中華民国体制からの正式な独立宣言をした場合、「一つの中国」を主張してきた中華人民共和国は台湾を回収する根拠を失うため、同国は「武力解放」を明言して台湾への圧力を続けている。アメリカや日本は、大規模な戦乱を恐れ「台湾独立」に慎重な立場を取っているが、これらの国々の政府や民間に親台湾派が存在する。
- 台湾独立運動を支持者が使う様々な旗

- 通称「台湾旗」。最も使われている台湾独立の旗で、民主進歩党の印でもある。台湾本土以外、世界台湾人大会（中国語版）・日本の台湾支援者協会・日本李登輝友の会などでも使用している。
- 台湾独立派が1990年代に台湾共和国の国旗として提案した「クローバー旗」。中央の紋章は日本の十六菊花紋を真似た八菊花紋である。しかしこの国旗は菊花紋の重数が日本より半分少なく、日本の臣下に見えるという非難を受けつつ、最終的に廃案となった。
- 908台湾国運動の旗。
- 台の文字の「翠青旗」。中央の△と▽の紋様は日本統治時代の台湾總督府の紋章に由来であり、台湾の「台」の文字の変形でもある。

## 中華民国による統治以前の台湾独立運動
この時代の台湾独立運動についてまず特筆すべきことは、日清戦争後の下関条約で日本が清国から台湾を割譲された際に、台湾が「台湾民主国」として一応の独立を宣言していることである（黄昭堂：『台湾民主国の研究―台湾独立運動史の一断章』東京大学出版会。1970年）。しかし、この政権は大陸から派遣されていた清朝の官僚や清国軍、清国の科挙試験に合格したごく一部の台湾人特権階級を中心としたものであったため、短期間で解体、崩壊した。日本軍の台湾上陸の報を聞いた清朝の官僚は直ちに外国船で大陸へ逃亡し、清国兵は台北で台湾人への略奪を始めている。台湾人の有産階級は、独立どころか日本軍に救援を依頼し、進軍の手引きまでしている。
1920年代、日本共産党の指導の下にあった台湾共産党は、コミンテルンの指示を受け、「日本帝国主義」からの独立を目指したが、大きな広がりを持つには至らなかった（この時期の台湾独立運動の代表人物としては、謝雪紅などが上げられる）。また、中国共産党は、台湾共産党の主張する社会主義的理念に基づく台湾独立を認めず、彼らの多くを追放したため、台湾共産党の主導による独立運動も終焉を迎えた。

## 中国国民党独裁体制下の台湾独立運動
1970年の台湾独立建国連盟設立後を境に前期・後期と分けられる。

### 前期
初期の独立運動は、日本へ留学した留学生が活動の中心となった。これは日本統治時代の影響で日本語を習得していた人間が多く、台湾から日本の大学への留学が比較的容易だった背景がある。1960年には、台湾ではできない自由な論壇として王育徳らにより雑誌『台湾青年』が創刊された。
中華民国国外における本格的な独立運動の先駆けとしては、廖文毅による日本での台湾共和国臨時政府樹立が挙げられる。臨時政府は財政問題や国民政府の圧力などによっていきづまり、廖文毅の「投降」後に瓦解した。

### 後期
他にも、日本では許世楷や黄昭堂、金美齢および夫の周英明、日本人では台湾独立を主張した雑誌『台湾青年』の編集長を永年務めた宗像隆幸らが中心に活動し、同誌をはじめとする諸著作の出版や中華民国政府による人権抑圧、中華民国政府に好意的な日本政府に対する抗議デモ、同じく中華民国政府に好意的な自由民主党の政治家の集会での催涙ガス散布、また当時台湾で軟禁状態だった彭明敏亡命の支援など積極的に台湾独立運動が行われた。この時期に出版された諸著作は台湾独立運動の法学・歴史学上の基礎となっている。
こうした日本の活動参加者やアメリカへの留学生などにより、台湾独立建国連盟が設立された。アメリカでは1960年代に各地で台湾人留学生の活動が活発になり、陳以徳率いるフィラデルフィアのUnited Formosans for Independence （UFI）が全米の組織を吸収し、1966年にUnited Formosans in America for Independence （UFAI）が設立された。台湾青年社が入手した彭明敏らによる「台湾自救運動宣言」が『台湾青年』に掲載されるとともに、それを刻んだアルミ板が全米に配布され、台湾、米国、日本、カナダ、ヨーロッパ、南米の独立運動団体が連名でニューヨーク・タイムズ紙に政治広告として掲載した。その後、アメリカが台湾独立運動の中心となった。これは日本語を常用していた学生が年月の経過により減少したことや、中華民国政府の対米影響力が減少したことが背景にある。
ちなみに、1980年代の台湾の民主化によって台湾独立運動は一気に加速するが、台湾の民主化は、主に国民党に入党した李登輝ら台湾人（許國雄の項参照）の手によって推進された。李登輝は、国民党による大陸との統一路線である「反攻大陸」のスローガンを破棄し、「二国論」を展開。大陸は中華人民共和国が有効に支配し、台湾にはこれとは別の国家である中華民国が存在すると主張した（中華民国在台湾）。李登輝は更にこの主張を前進させ、「台湾中華民国」という呼称を提唱、国民党主席を離職してからは、「台湾団結連盟」（後述）という「台湾」と名の付く初めての政党を結成させた他台湾正名運動に取り組んだ。

## 民主化以後の台湾独立運動
中華民国の民主化により、急進的な台湾独立運動は進歩的知識人を除いて衰退した。
象徴的なできごととして、独立派であった李登輝が中華民国総統に就任したことが中華民国の統治システムの追認となり、台湾が中華民国から独立するという目的が事実上消滅した。
民主進歩党は、1999年に台湾前途決議文を採択し、党綱領にある台湾独立を棚上げした。これは、2000年総統選挙に向けて、党内最大派閥の新潮流と穏健派が妥協した結果であった。同選挙で勝利し、陳水扁政権が成立するとアメリカの意向を汲み、「四つのノー、一つのない」を唱えた。そのため、民進党と従来の台湾独立派との間には、亀裂が生じた。
李登輝は、かつての国民党李登輝派である台湾本土派の一部に台湾団結連盟（台聯）を結党させ、自らはその精神的指導者となった。台聯は綱領において、台湾新憲法の制定と、国号を台湾にすることをうたっている。当初、台聯は民進党を支援する目的で結成された。しかし、中国国民党の台湾本土派を十分に取り込むことが出来ず、固定的な支持基盤を獲得できなかった。そこで、急進的な独立派路線により、民進党と独立派に近い（深緑）支持者の票を奪い合うことになった。そのため、民進党と台聯の間で、独立的な主張を競い合うという循環に陥り、中間票を取りこぼす結果も生まれている。
一方、本来の台湾独立派は、陳水扁政権において総統府国策顧問や資政（上級顧問）に就任するものも現れた。しかし、顧問職の者も含めて、陳政権とは一線を画している。むしろ、台湾正名運動を推進し、最終的には陳政権が放棄した国号改称も行うよう求めた。また、現行憲法を廃止し、台湾新憲法の制定も求めている。
その他、政治体制についても、五院体制から三権分立への変更を求める者もいる。対中国政策については、台聯や台湾独立派は、経済交流（貿易、投資、人的交流）規制の継続と強化を求めている。
2008年、国民党の馬英九政権となり、中国に急接近する政策を取ると、反発する反政権デモが独立派によりたびたび発生するに至った。2008年8月には台北市内で主催者発表で30万人のデモが行われ、総統府前を埋め尽くした。2009年5月には主催者発表で台北で60万人、高雄で20万人が「（馬英九政権の）中国傾斜に反対し、台湾を守ろう」とのスローガンを掲げ、大規模な抗議活動を行った。
2014年には孫文の像を引き倒す事件が独立派団体により引き起こされた。他にも市民を弾圧した2.28事件の日には蔣介石の像にペンキをかけるなどの破壊活動が増えている。こういった行動に対して報復として独立活動家の像を破壊する動きが出るなど衝突が増えている。
2016年に民進党の蔡英文政権となり、中華人民共和国との関係については、圧力に屈しない穏健な現状維持とする路線を取っている。
2020年の立法委員選挙では、陳水扁や李登輝など旧来の中華民国否定派は議席を獲得することができなかった。

## 民族主義
台湾独立運動は、ホーロー人ナショナリズムの一面があり、台湾語こそが正しいとして台湾語の正当性を過剰に主張していた。台湾語の話せない人を差別する台湾独立運動の「英雄的排外主義」について、歴史家の李筱峰は、「原住民がホーロー人に対し『お前たちは数百年台湾にいるのに我々の言葉を話せないのか』と言われるかもしれない」と、民族主義による他のグループとの対立を危惧した。

## 既に台湾(中華民国)は独立国家とする考え
台湾は中華人民共和国と無関係の島国であり一つの中国を否定する天然独と呼ばれる考え方がある。民主化後に台湾で生まれ育った若い世代によく見られる。しかし、中華民国の一部であるかどうかは個人の捉え方による部分が大きい。台湾独立派の中には、天然独は敗北主義だとする考えもある。
特に、中華人民共和国に現状の中華民国の独立状態を認めさせる考えは、華獨と呼ばれる。

## 非現実的とする批判
台湾独立の現実性については疑問や批判もある。
中国国民党の女性市議会議員である徐巧芯は女性も兵役につくべきであると提案、それに対し兵役でなく代替システムで徴兵を終えた桃園市の市議会議員である王浩宇が「自分はそれを望まない」と発言した。ネットでは「愛国心がない、兵士になってはどうだ」と批判の声が上がった。民進党の元立法院議員林濁水は「国民党は徴兵に賛成しているが台湾独立を掲げる民進党は反対した、台湾を守りたいのはどちらなのか」と嘆いた。聯合新聞は「台湾独立派はご都合主義のでまかせであり、兵士にならないのならどうやって中華人民共和国と独立戦争を戦うのか。アメリカが助けてくれると思っているのか、中華民国軍も弱くはないが人民解放軍は訓練された軍隊で、一体誰が尖兵となるのだ。王のような独立派は中国共産党をコケにすることで中国人意識を持っているNanaを批判するが、現実に防衛することを考えるとパニックになり、頼りになるのか疑問である。陳水扁と馬英九の台中接近政策により中国に幻想を抱き、独立は空から降ってくるように自然に手に入ると考えるような世代が生まれた」と批判した。
軍事面では、「消耗品や部品の費用を軍人が自腹を切っているケースが起こっておりそれが原因の自殺も起きた。兵器の整備も行き届いておらず政治家に忖度をする将校の増加から腐敗が進行している、アメリカから最新鋭の兵器を購入するがそれはポーズでありまともに維持できない」と元軍人が批判している。

## 中国民主活動家との関係
天安門事件で亡命した王丹など、中国民主化の活動家も当初は、台湾独立に否定的だったが、その後は「『台湾のために戦う』という意識が低く、叫ぶだけでは『台湾独立』は不可能。歴史上、生命の対価を支払わずに独立した民族はない」というなど発言に変化がみられる。
ノーベル平和賞受賞者の劉暁波は著書「統一就是奴役...劉曉波論臺灣、香港及西藏 」にて、大一統と中国民主化は両立できず、台湾、香港、チベットを独立させるべき主張した。

## 台湾独立運動を展開した代表的な人物

### 香港を拠点として活動した人物
- 廖文奎（中国語版）（1905年 - 1952年） ： 第二次世界大戦後の早期に台湾民族主義思想の理論を築き上げた運動家。1950年代に「台湾再解放連盟」が発表した『福爾摩沙發言（Formosa Speaks）』の著者。
- 廖文毅 ： 第二次大戦後の最初期に活動した運動家。1948年に香港で「台湾再解放連盟」を成立させ、後に日本へ渡る。
- 謝雪紅 ： 「台湾再解放連盟」の創始者の一員。二二八事件後に台湾から逃れてきた。

### 日本を拠点として活動した人物
- 廖文毅 ： 第二次世界大戦後の最初期に活動した運動家。1956年に東京で台湾共和国臨時政府を樹立させ、初代大統領に就任。後に国民党政府へ「投降」。
- 陳智雄 ： 元台湾共和国臨時政府の東南アジア巡回大使。自己の政治信念を貫いたがために、1963年に国民党政府によって銃殺される。そこから、「少しも死を恐れない台湾独立の勇士（視死如歸的台獨勇士）」と称される。
- 辜寛敏 ： 日本における台独運動の重要な指導者。『台湾春秋』、『黒白新聞週刊』などの雑誌を創設し、台湾青年会の委員長を歴任。中華民国総統府で資政（中国語版）。
- 郭栄桔 ： 日本における台独運動の指導者であり、事業に成功した企業家。世界台湾同郷会連合会の元首任会長。
- 侯栄邦 ： 日本における台独運動の指導者。台湾独立建国連盟（台独連）日本本部中央委員を歴任。
- 黄文雄 (評論家) ： 台独連日本本部委員長。日本に滞在する有名な台湾人作家であり、中国史に関する著作などを日本語で40冊以上執筆。その印税のほとんどは台独連へ献金されている。
- 黄昭堂 ： 台独連総本部主席。昭和大学名誉教授。1960年代から日本における台湾独立運動のリーダー的存在。時の自民党政府と対立し逮捕されたことも2度。
- 羅福全（中国語版）： 亜東関係協会会長。
- 金美齢 ： 日本における台独運動の指導者。陳水扁政権下で中華民国総統府国策顧問（中国語版）、台独連総本部中央委員を歴任。他にも、JET日本語学校校長、「学校法人柴永国際学園」理事長。しかし2009年に日本国籍を取得し、帰化した。
- 史明 ： 独立台湾会の創始人にして、『台湾人四百年史』の著者。台独運動左派の代表的な人物。
- 王育徳 ： 言語学者。台独連日本本部の前身である台湾青年社を組織し、『台湾青年』を刊行。
- 盧千恵 ： 元台北駐日経済文化代表処代表許世楷の夫人、児童文学者。日本留学中に夫ともに台独運動に参加。
- 許世楷 ： 元台北駐日経済文化代表処代表にして、台湾建国党主席、台独連総本部主席を歴任。
- 宗像隆幸: ペンネームは宋重陽。独立建国聯盟機関誌『台湾青年』を第9号（1961年8月発行）から停刊となった第500号(2002年6月号）まで編集。また当時、台北の自宅に軟禁中だった彭明敏を国外脱出させる作戦を敢行した。
- 林建良 ： Eメールマガジン『台湾の声』の編集長にして、日本における台湾正名運動の発起人。在日台湾同郷会会長を歴任。
- 邱永漢 ： 台湾青年独立連盟中央委員を務めたこともあったが1972年に運動から離脱。

### 北アメリカを拠点として活動した人物
- 蔡同栄
- 張燦鍙（中国語版）
- 鄭自財
- 黄文雄 (政治家)
- 郭倍宏（中国語版）
- 荘秋雄

### ヨーロッパを拠点として活動した人物
- 盧修一（中国語版）：1983年に独立台湾会事件で中華民国政府に逮捕され、裁判で感化教育3年の刑を受ける。

### 台湾を拠点として活動した人物
- 謝雪紅 ： 日本統治時代に台湾共産党（日本共産党台湾民族支部）を設立した人物の一人。二・二八事件では「二七部隊」を指揮し、後に中華民国政府の追及を受けて香港へと逃れる。
- 高俊明（中国語版） ： 元台湾基督長老教会総幹事。1970年代に3回の『国是声明』を出して、「台湾を新しく独立国家とする」ための有効な措置をとるよう中華民国政府に求めた。
- 黄紀男 ： 著名な台独政治犯。廖文毅の台独運動と関連して中華民国政府に三度逮捕され、22年間にわたって投獄された。
- 李鎮源（中国語版） ： 現任の台湾建国党首任主席。台湾大学医学院院長、中央研究院会員、国際毒素学会学長を歴任。
- 蘇東啟（中国語版） ： 元雲林県議員。1961年に起きた「蘇東啓台独事件」の主役。この事件で300人以上の被害者が発生した。
- 詹益樺（中国語版） ： 1989年の鄭南榕の葬儀中に、総統府前で政府当局の鄭南榕に対する迫害に抗議して焼身自殺を行なった。
- 鄭南榕 ： 『自由時代周刊（中国語版）』の発行人。誌上に許世楷の『台灣共和國憲法草案』を掲載したことで、中華民国政府から叛乱罪の容疑で起訴されたため、政府の言論の自由に対する弾圧に抗議して焼身自殺した。
- 蔡丁貴（中国語版）
- 王幸男